# Corythalia conspecta
Corythalia conspecta är en spindelart som först beskrevs av George William Peckham och Elizabeth Maria Gifford Peckham 1896.  Corythalia conspecta ingår i släktet Corythalia och familjen hoppspindlar. Inga underarter finns listade i Catalogue of Life.